# Maria Schicklgruber
Maria Anna Schicklgruber, född 15 april 1795 i Strones, Waldviertel, död 7 januari 1847 i Klein-Motten, var mor till Alois Schicklgruber och farmor till Adolf Hitler.

## Biografi
Maria Schicklgruber fick sin son Alois vid en ålder av 42 och dog när Alois bara var 10 år. Hon var dotter till Theresia Pfeisinger (1769–1821) och Johannes Schicklgruber (1764–1847). När Alois föddes levde Maria tillsammans i samma hushåll med sin far, änkeman och Hitlers farmorsfar Johannes. När Alois föddes hade Johannes varit änkeman i 16 år. Han var 31 år äldre än dottern Maria. När Alois var fem år gifte sig Maria med Georg Hiedler, som, enligt nazisterna, var Adolf Hitlers biologiske farfar. 
När Maria Schicklgruber avled var Alois tio år och flyttade till Georg Hiedlers yngre broder, Nepomuk Hiedler. Nepomuks starka engagemang och Georgs lika bristande för Alois uppväxt ger misstanken att Nepomuk var Adolf Hitlers biologiske farfar. Av de tre möjliga var enbart Georg Hiedler politisk möjlig och den som genom falskt intyg styrkes av nazisternas jurist, Hans Frank. 